# Ira Van Gieson
Ira Thompson Van Gieson (1866, Long Island - 24 de marzo de 1913, Nueva York) fue un neurólogo, psiquiatra y bacteriólogo norteamericano. Hijo del Dr. Everett Ransford Van Gieson (1836-1921) y de ascendencia judía holandesa.

## Biografía
Ira Van Gieson se graduó en el Colegio de Médicos de la Universidad de Columbia en el año 1885. En 1896, fue nombrado primer director del Instituto de Patología de los Hospitales de Nueva York para enfermos mentales (renombrada como Instituto Psiquiátrico del Estado de Nueva York en 1929).Fue despedido después de cinco años debido a una controversia política que involucraba al recién nombrado presidente de la Comisión Estatal de Nueva York sobre Locura, Peter Wise. Debido a esto, todo el cuerpo docente del Instituto dimitió. En 1900 se firmó una protesta "Protest of the Friends of the Present Management of the N.Y. Pathological Institute" por muchos neurólogos notables, entre ellos Silas Weir Mitchell, James Jackson Putnam, Percival Bailey, Morton Prince, Frederick Peterson, entre otros. Aunque la protesta no tuvo éxito, sirvió como modelo para centros de investigación posteriores.
Practicó la hipnosis y ocasionalmente se desempeñó como psiquiatra forense. 
Presentó la tinción con ácido pícrico en 1889, posteriormente conocida como Tinción de Van Gieson.Acuñó también el término "epilepsia psicomotora".También colaboró con Boris Sidis,  Bernard Sachs y otros.
Murió a los 47 años de edad debido a la nefritis crónica, en el Hospital Bellevue, Nueva York.

## Obras
- Van Gieson, IRA (1887). "A Resume of Recent Technical Methods for the Nervous System". Journal of Nervous & Mental Disease. 14 (5): 310–315. doi:10.1097/00005053-188714050-00003. S2CID 220567487
- "A Report Of A Case Of Syringomyelia". Journal of Nervous & Mental Disease. 16 (7): 393–411. 1889.
- Laboratory notes of technical methods for the nervous system. New York, 1889
- L. Emmett Holt (1890). "A Case Of Spina Bifida With Suppurative Spinal Meningitis And Ependymitis, Due To Bacteria Entering The Wall Of The Sac". Journal of Nervous & Mental Disease. 15 (12): 773–781. doi:10.1097/00005053-189012000-00001. S2CID 145315705.